# Schneckenreither (Unternehmen)
Die Unternehmensgruppe Schneckenreither  beschäftigt sich mit Transport, Spedition und Logistik.
Die Firmengruppe besteht aus zehn Unternehmen, die zusammen einen Umsatz von rd. 120 Mio. EUR (2015) in der Gruppe vereinigen.

## Firmengruppe
Int. Spedition Schneckenreither GmbH
Standorte: Ansfelden (Zentrale), allwels, Bergheim bei Salzburg, Klagenfurt, Seiersberg bei Graz, SLW Wels, Wr. Neudorf, Innsbruck
SEC Logistics GmbH
- Teil- und Komplettladungen für Europa
- Drittlandverkehre
- Projektabwicklungen europaweit
- Kundenindividuelle Transporte

SRC Logistics GmbH
- Stückgut-, Teil- und Komplettladungen (mit Schwerpunkt Skandinavien)

roswel Spedition GmbH
- Temperaturgeführte Sammelgut-, Teil- und Komplettladungstransporte
- Frische- und Tiefkühllager
- Logistik für Lebensmittel und Thermoprodukte

Zeller Transporte GmbH
- 80 Sattelzugmaschinen
- 200 Sattelauflieger mit Coilsmulde bzw. Joloda, Mega-Trailer, hydraulische Schrägverladung, (bis 4 breite Bleche)
- Tochterfirma: KFZ-Reparaturen Gesellschaft m.b.H.

TFP Transport for People s.r.o. (Trencin, Slowakei)
- 40 Sattelzugmaschinen
- Teil- und Komplettladungstransporte
- ADR-Gefahrguttransporte

CS International s.r.o. (Prag, Tschechien)
- Streckengeschäft Europa
- Verteilung Tschechien
- Thermotransporte

HSI kft. (Budapest, Ungarn)
- Streckengeschäft Europa
- Verteilung Ungarn
- Lagerlogistik

SBC Logistics Romania (Bukarest, Rumänien)
- Streckengeschäft Europa
- See- und Luftfracht

MS-Zollservice GmbH (Österreich, Klagenfurt)
- Zollabfertigungen (Export/Import)
- Versandverfahren T1, T2, T2L
- Zoll- und Verbrauchssteuerlager